# Roland Bierge
Pour les articles homonymes, voir Bierge.
 (octobre 2019).
Roland Bierge est un peintre et lithographe français né le 26 août 1922 à Boucau (Pyrénées-Atlantiques) et mort le 26 décembre 1991 à Saint-Antoine (Gers).
Il est rattaché à la Nouvelle École de Paris.

## Biographie
Dans sa jeunesse, Roland Bierge commence à travailler dans l’entreprise de peinture de son père, bénéficiant de l’initiation de son grand-père décorateur d’églises, spécialiste en faux bois, faux marbres et autres techniques picturales diverses, et suit les cours du soir de l’école des arts appliqués de Bayonne.
Il travaille seul, influencé et passionné par ses lectures, et peint tout d’abord à la manière du fauvisme.
Dès la fin de la Seconde Guerre mondiale en 1946, il s'installe à Paris dans le quartier de Montmartre, et malgré des débuts difficiles — car il doit gagner sa vie —, il profite pleinement de cette « liberté » toute nouvelle, et visite les musées « pour étancher une vraie soif de savoir ».
En 1947, la rétrospective Vincent van Gogh du musée de l'Orangerie est pour lui une révélation, « une découverte de la peinture qui provoque un tournant dans son œuvre ». Cette même année, il participe au Salon des indépendants pour la première fois et à Précy-sur-Oise où il habite, il peint des paysages d’Île-de-France, thème souvent repris plus tard. Vers la même époque il est engagé à l’atelier de décors de la Comédie-Française en qualité de décorateur.
Sa première exposition particulière a lieu en 1950 à la galerie La Boëtie et sera suivie d’autres en province, au Luxembourg, en Allemagne, à New York, etc. Il participe également régulièrement à des expositions de groupe, puis au Salon d'automne (sociétaire en 1952), au Salon de mai (à partir de 1969), de la Jeune Peinture, au Salon du dessin et de la peinture à l'eau, au Salon Comparaisons et avec le Groupe 109.
Paysages, portraits, nus et beaucoup de natures mortes, tels sont ses sujets de prédilection. Il aborde également les techniques du pastel, de la lithographie et du vitrail pour l’église de Bouchevilliers (Eure). 
Jean-Albert Cartier restitue que « peu à peu, Bierge se concentre sur les problèmes de construction des volumes, utilisant la couleur et la lumière pour atteindre l’équilibre des formes, lumière qui joue à travers les arbres, sur l’eau, le ciel, sur les reliefs d’un nu, comme elle joue à travers les objets disposés sur une table. De ces contrastes d’ombre et de lumière surgissent des rythmes, une perspective renouvelée, la vie interne du tableau qui ne doit plus rien à l’anecdote, mais aux problèmes d’ordre strictement plastique. »
L’art de Bierge à cette époque suggère plus qu’il ne décrit, il est aux frontières des formes stables qui s’imposent et de celles qui s’évanouissent dans le rêve et l’imaginaire. De cette ambiguïté naissent poésie et sérénité. Il est bien question pour lui de s’inspirer de la nature, non de la copier servilement.
L’œuvre d’André Lhote et ses écrits ont retenu toute son attention, puis Jacques Villon, autre artiste représentatif du post-cubisme. Mais s’il se situe dans son temps, il restera toujours attentif à la leçon des peintres anciens qui est pour lui une source d’étude permanente. Il n’a d’ailleurs jamais caché son admiration pour Rembrandt et Vermeer en particulier dont il a réalisé des interprétations, ainsi que du Titien, Vélasquez, Giorgione et autres. « Chez ces grands maîtres », écrit-il, « il y a tout, à la fois le détail, l’ensemble, l’intelligence et la composition dans d’extraordinaires harmonies de couleur. »
Progressivement, le travail de construction de ses œuvres par grandes masses équilibrées étant atteint, Bierge s’éloigne du post-cubisme et abandonne les couleurs sourdes et feutrées pour aborder les couleurs pures. C’est l’époque où il exécute le nouveau plafond de l’Opéra Garnier (220 m2), de février à septembre 1964, d'après la maquette de Marc Chagall, dont il a également tiré des leçons. Il quitte alors, au bout de 18 ans, son métier de décorateur de théâtre pour se consacrer exclusivement à sa peinture. 
À partir de 1969, il prend peu à peu des libertés par rapport au dessin pour franchir le passage à une non-figuration dans la lignée d'un Estève ou d'un Poliakoff, révélant une palette d’éclatante polychromie : « des abstractions fauves aux tons purs et sonores savamment imbriquées » observe Gérald Schurr.

Pour Jean-Albert Cartier, 

« dans ses dernières œuvres Bierge atteint l’art de l’équilibre, parvenant à insuffler à la surface de la toile l’harmonie des couleurs, tout en conservant cette rigueur et cette mesure qui caractérisent l’ensemble de son œuvre. »

## Réception critique
De nombreux critiques d'art se sont intéressés à l'œuvre de Bierge et l'ont commentée depuis ses débuts, notamment René Barotte (Plaisir de France), Jean Bouret (Arts), Jean-Albert Cartier (Combat), Jean Chabanon (Le Peintre), Raymond Cogniat (Le Figaro), Guy Dornand (Libération), Jacques Dubois (L'Amateur d'art), Paul Duchein (La Dépêche), Franck Elgar (Carrefour), Jean Goldman (Le Berry républicain), Jacques Michel (Le Monde).

« Quoique toute référence à quelque modèle en soit exclue, la peinture de Bierge force les barrages de l'indifférence. Est-ce parce qu'il s'est familiarisé avec la polychromie de Chagall que l'exécutant du plafond de l'Opéra a graduellement tourné le dos aux délicates demi-teintes d'autrefois ? Est-ce une parenté latente, soudain révélée avec Maurice Estève, qui lui a fourni cette palette opulente et joyeuse ? La gamme des bleus nous comble. Certains rouges, mis en valeur par l'opposition savante des autres couleurs, acquièrent un éclat de vitrail. »

— Jean-Marie Dunoyer

« Des couleurs pures et sonores, de grands rythmes opposant avec force l'ombre et la lumière : Bierge pratique l'abstraction avec la palette d'un peintre fauve. Parti de Roger de La Fresnaye et d'un cubisme adouci, il a peu à peu évolué vers un art non figuratif de couleurs pures compartimentées et d'imbrications géométriques qui rappellent, mais de loin, l'art de Maurice Estève. »

— Gérald Schurr

## Récompenses
- 1955 : prix Othon-Friesz
- 1957 : grand prix de la Ville de Marseille
- 1960 : prix spécial de la Ville de Pampelune ; prix des Amateurs d'art
- 1967 : prix de la Ville de Montauban
- 1969 : prix de la Critique, Montauban
- 1976 : prix de la Biennale de Merignac
- 1978 : médaille d'or de l'Academia Italia
- 1979 : membre honoris causa de l'Académie européenne des beaux-arts ; palette d'or de L'Artistique de L'Isle-Adam
- 1980 : prix de L'Amateur d'Art, Salon de Montmorency
- 1986 : prix des Rencontres d'art en Quercy, Montauban
- 1987 : docteur honoris causa en art
- 1990 : prix de la Ville d'Agen

## Œuvres dans l'espace public

### Belgique
- Anvers, Musée royal des beaux-arts : La Dame au chapeau rouge, 1969

### États-Unis
- Waltham, Rose Art Museum :
  - Grands peupliers à Précy-sur-Oise, 1961
  - The bell of St.Angel, 1963

### France
- Agen, musée des Beaux-Arts : Voyage en ballon, 1972
- Anglet, mairie : Composition, 1988
- Les Baux-de-Provence, musée des Baux-de-Provence : Forêt de Brocéliande, 1980
- Bayonne (musée Bonnat-Helleu[6]) :
  - Pour Saint-André-des-Champs (hommage à Paul Charlot), 1979
  - Nuit mérovingienne, 1981
- Boucau, médiathèque : À Carmen, ma mère, 1989
- Bouchevilliers, église : vitrail, 1963[7].
- Fontenay-le-Comte, musée Fontenay : Peinture, 1971
- Gramont, Centre des monuments nationaux :
  - La Cuisine, étude, 1952
  - Nature morte au panier et à la cruche auvergnate, 1952
- Marseille, musée Cantini[8] : Nature morte à la théière brune, 1957
- Montauban, musée Ingres-Bourdelle[8]) :
  - Nu assis, dessin, 1958
  - Un mois d'août doux, 1973
- Montfermeil, hôtel de ville : Madiran, 1977
- La Nouvelle-Orléans, Consulat général de France : Nature morte à la poterie roumaine, 1959, dépôt du FNAC
- Paris :
  - collections municipales :
    - Le Petit-Déjeuner, 1953
    - Paysage à Sainte-Marie-du-Mont, 1957 (achat 1958)

  - département des estampes et de la photographie de la Bibliothèque nationale de France[9]
  - église Saint-Georges de la Villette : Élévation calme et sereine, 1963, vitrail
  - musée d'Art moderne de Paris : Nature morte à la cafetière, gouache, 1961
- Pontoise :
  - Fondation de dotation du Centre hospitalier René-Dubos : Ampurias , 1985
  - Établissement français du sang du Val-d'Oise :
    - Harmonie K, 1974
    - mosaïque, 1977
    - Ampurias no 5, 1986
- Puteaux :
  - Centre national des arts plastiques :
    - Tasse jaune et pommes, 1952 ; La Table, 1957 (achat 1959)
    - Nature morte à la poterie roumaine, 1959 (achat 1961)
    - Maquette du vitrail de Bouchevilliers, gouache, 1963

  - Maison de Camille/artothèque :
    - Portrait de Camille Renault, 1956
    - Nature morte noir, gris, rouge et jaune, 1971
    - fonds de 49 huiles et 11 dessins de Roland Bierge donnés à la Ville de Puteaux en 2013, dont certains sont exposés à la mairie et au musée de la Section d'Or
- Rodez, musée Denys-Puech : La Table, 1957, dépôt du FNAC
- Les Sables-d'Olonne : Composition, 1970, lithographie
- Saint-Antoine, mairie :
  - Projet de mosaïque, 1978
  - Le Moulin de Saint-Antoine, 1978
- Sarrebourg, musée du Pays de Sarrebourg : Composition, 1990
- Sète (musée Paul-Valéry) : Grands chênes de la Ferme Saint-Martin, 1969
- Tain-l'Hermitage, hôtel des Courbis :
  - Tasse grise et pomme, 1955
  - Bols vert et jaune et pomme, 1960
- Tarnos, mairie : douze lithographies[10]
- La Tronche, mairie : Tasse Jaune et pommes, 1950, dépôt du FNAC
- Vars, Centre d'art contemporain : Marcouville l'orgueilleuse, 1980
- Valence : Les Meules d'Ambonil, 1958
- Valence d'Agen, hôtel de ville :
  - Peinture. À Louis Lecoin, 1971
  - Du côté de Guermantes, 1978
- Villeneuve-sur-Lot, musée de Gajac : Vase de Fleurs, 1960
- Localisation inconnue : trois tapisseries d'Aubusson pour les Éditions Sentiers, 1978

### Japon
- Tokyo, Fondation Datsun : Nature morte, 1970

### Suède
- Göteborg, musée des Beaux-Arts

### Suisse
- Pully, musée d'Art

## Expositions

### Expositions personnelles
- 1950 : galerie La Boétie, Paris[11]
- 1951 : Grand Duché du Luxembourg
- 1953, 1955 : galerie Henri Tronche et galerie Arfa, Paris
- 1957 : galerie Suillerot, Paris[12]
- 1957 : galerie André Bost, Valence
- 1958, 1960 : galerie Camille Renault, Paris
- 1961 : galerie Maurice Œuillet, Toulouse
- 1962, novembre 1964, 1966, 1969 : galerie Simone Badinier, Paris
- 1963, 1965 : galerie Frank Partridge, New York
- 1964, 1968 : galerie Jouvène, Marseille
- 1965 : galerie Thot, Avignon
- 1965, 1967 : galerie Alice Juillard, Versailles
- 1966, 1968 : galerie Tamara Pfeiffer, Bruxelles
- 1966 : Maison de la culture, Bourges
- 1967, 1969, 1974 : galerie Mariette Giraud, Saint-Paul-de-Vence
- 1967, 1970 : galerie Helmut von Höh, Hambourg
- 1968 : Silverang's Galerie Karlskrona Suède
- 1968, 1972 : galerie de Vuyst[13], Lokeren, Bruxelles
- 1971, 1975, 1978 : Vasastadens Konstsalong, Göteborg
- 1972, 1974, 1976, 1979, 1980 : galerie Nuovo Sagittario, Milan, Gênes
- 1973, 1974 : galerie Jean Estève, Paris
- 1974 : galerie La Salle Basse, Martigues
- 1975, 1988 : galerie Le Scribe, Montauban
- 1978 : galerie Chardin, Paris
- 1978, 1980 : galerie du Banneret, Berne
- 1982, 1984, 1988 : galerie Serge Garnier, Paris
- 1985 : galerie Poggiali et Forconi, Florence
- 1986 : Exposition Bierge, musée Ingres, Montauban
- 1990 : galerie L'œil du Taureau, Uzès
- 1991 : galerie Écritures, Montluçon

### Rétrospectives
- 1964 : restaurant Camille Renault[14] ; Toiles de Salon : Puteaux (Hauts-de-Seine)
- 1968 : 20 ans de Peinture, galerie de Vuyst, Lokeren (Belgique)
- 1969 : festival international Jean-Sébastien Bach, Saint-Donat
- 1971 : château de Gramont
- 1972 : Philips Ontspanning Centrum, Eindhoven
- Été 1972 : musée des Beaux-Arts d'Agen
- 1980 : Hommage à Roland Bierge, Salon d'automne, Grand Palais, Paris
- 1984 : Période de Précy-sur-Oise (1946-1949), château de Saint-Antoine (Gers)
- 1985 : bibliothèque municipale de Valence d'Agen
- 1985 : Centre culturel de Mortsel, Anvers
- 1986 : Roland Bierge. Œuvres, 1946-1986, hôtel de ville de Montfermeil
- 1991 : hôtel de ville d'Auvillar
- 1992 : Centre culturel d'Agen
- 1995 : grand salon de l'hôtel de ville de Châlons-en-Champagne[5]
- 1997 : L'été Bierge à Anglet sur trois lieux (galerie Georges Pompidou, patio de la mairie, villa Béatrix Enéa)
- 1998 : Roland Bierge. Peintures, 1946-1990, Salon de la mairie du 8e arrondissement de Paris
- 2003 : Rétrospective Roland Bierge. Les couleurs sont la musique des yeux, église des Jacobins d'Agen[15]
- 2006 : chapelle Saint Elme, musées de la Citadelle, Villefranche-sur-Mer
- 2007 : Hommage aux peintres de l’École de Puteaux et à Camille Renault[Où ?]
- 2009 : Arts plastiques en Val de Seine 78, base de loisirs, œuvres de 1947 à 1991
- 2011 : Modern Style Life. Natures mortes, 1952-1972, musée Palué, Tain-l'Hermitage
- octobre-novembre 2012 : Bierge en scène, hôtel de ville de Puteaux[16],[17]

### Expositions collectives et salons
- 1948, 1949, 1950, 1955 : Salon des indépendants, Paris
- 1951, 1952, 1953 : Salon des jeunes peintres, galerie Drouant-David, Paris
- 1955 : La Jeune Peinture française à Francfort
- 1957 : première Biennale de la Jeune Peinture, pavillon de Marsan, Paris (puis Lille, Allemagne et Canada)
- 1959 : La peinture française de Gauguin à nos jours, Varsovie, Cracovie (Pologne)
- octobre-novembre 1960 : Gouaches, aquarelles, monotypes - Roland Bierge, Camille Hilaire, Jean-Jacques Morvan, Michel Patrix, Maurice-Élie Sarthou, Galerie Anfora, Paris, octobre-novembre 1960[18]
- 1961 : Dix peintres français autour de Jacques Villon. Roland Bierge, François Bret, Paul Charlot, Jacques Despierre, Camille Hilaire, Jean Marzelle, Marcel Mouly, Maurice-Élie Sarthou, Claude Schürr, galerie Louis Carré, Paris, palais de la Méditerranée, Nice (puis Nancy et Tours)
- mai 1963 : Exposition organisée à l'occasion des États généraux du désarmement, Cercle Volney, Paris
- 1963 : Hommage au Salon d'automne, galerie Wildenstein, Londres
- 1965 : exposition sur le thème des fleurs, musée de Southampton, Long Island (États-Unis)
- 1965 : Biennale de Puteaux, Peinture contemporaine dans les collections du Quercy, musée Ingres, Montauban
- 1965 : premier Salon Biarritz, San Sebastian : École de Paris, Peinture, sculpture : Yvette Alde, André Beauce, Georges-André Klein, Jehan Berjonneau, Roland Bierge, Maurice Boitel, Andrée Bordeaux-Le Pecq, Rodolphe Caillaux, Paul Charlemagne, Jean Crotti, Gen Paul, Jack Chambrin, Jean Cluseau-Lanauve, Paul Collomb, Antonio Guansé, Henri Hayden, Franck Innocent, Daniel du Janerand, Adrienne Jouclard, Jean Joyet, Germaine Lacaze, André La Vernède, Robert Lotiron, Roland Oudot, Maurice Verdier, Henry de Waroquier, Casino Bellevue, Biarritz et musée San Telmo, Saint-Sébastien (Espagne)[19]
- 1967 : Hommage à André Lhote, Biennale de Villeneuve-sur-Lot
- 1968 : exposition d'art français à Prague (Tchécoslovaquie) ; exposition internationale du Figuratif à Tokyo
- 1968 et 1969 : peinture contemporaine aux magasins Le Printemps, Paris
- 1970 : peinture française contemporaine à Lokeren (Belgique) ; 3e Exposition internationale du Figuratif à Tokyo
- 1971 : Cinquante peintres français au musée d'Art moderne à Tokyo, Kyoto, Osaka, Kobé, Fukuoka
- 1972 : sélection du Salon d'automne à Erlanger (Allemagne)
- 1973 : sélection du Salon d'automne à Varsovie, Katowice (Pologne) ; Dix peintres de l'École de Paris, galerie Saint-Michel (Luxembourg)
- 1974 : 2e Salon des arts internationaux de Nancy (invité d'honneur) ; Salon d'automne à Téhéran.
- 1976 : Salon d'automne à Tokyo (Japon) et au Grand-Duché de Luxembourg
- juin-septembre 1977 : Salon du dessin et de la peinture à l'eau, hôtel de ville de La Baule et château de Bourdeilles
- 1978 : Salon Comparaisons à Tokyo
- 1980 : Salon d'automne à Sofia (Bulgarie) ; exposition France-Japon à Tokyo, Nagoya, Kyoto, Tottori, Sendai, Kagosttima, Koochi, Kukaoka, Fukushima, Sapporo et Morioka
- 1982 : invité par Nippon Television Network Corporation (NTV) dans les principales villes du Japon d'août 1982 à mars 1983
- 1983 : Vingt maîtres modernes et contemporains (avec Paul Rambié, Maurice Rocher, Léon Zack…), galerie Serge Garnier, Paris
- 1986 : Groupe 109 à Pontoise ; Hommage à Jacques Villon, 14e Biennale de Conches (Eure) ; L'art abstrait a 70 ans, centre culturel de Malakoff
- 1987 : Groupe 109 invité de Peintres en Champagne, Châlons-en-Champagne ; Salon des réalités nouvelles, Grand-Palais, Paris
- 1987 : Dix peintres de Paris, semaine des arts français, Oslo
- 1988 : confrontation 10 peintres et sculpteurs en Aquitaine, Centre culturel d'Agen (Lot-et-Garonne) ; 2e exposition France-Japon
- 1989 : le Groupe 109, Grand-Palais, Paris ; Salon de Bry-sur-Marne
- 1990 : Salon Comparaisons, Grand-Palais, Paris ; chapelle des Cordeliers, Sarrebourg (invité d'honneur) ; Salon d'Agen
- 1991 : Groupe 109 ; Centre Culturel Coréen ; 3e Biennale d'Art de Courbevoie ; arthothèque d'Art actuel, Paris
- 1992 : De Bonnard à Baselitz. Dix ans d'enrichissements du Cabinet des estampes, 1978-1988, Paris, Bibliothèque nationale de France[9]
- 1992, 1993 : Groupe 109 ; Salon Comparaisons, Paris
- 1995 : Salon Comparaisons, Hommage à Roland Bierge, vice-président, Espace Eiffel-Branly, Paris
- 2001 : Abstraits poétiques et lyriques, galerie Mischkind, Lille
- 1er, 2 et 3 octobre 2009 : Trois Jours Drouot ; galerie Chauvy, Paris
- Octobre 2011 : 64e Salon d'automne du Cercle des amis des arts de Boucau-Tarnos, Roland Bierge invité d'honneur, salle Apollo, Boucau[20]
- Mai-juin 2016 : Esprit de famille, musée Ingres-Bourdelle, Montauban[21]

## Hommage
- Une voie de la commune de Boucau porte le nom de rue Roland-Bierge[10].